# Холежин
Холежин (пол. Cholerzyn) — село в Польщі, у гміні Лішки Краківського повіту Малопольського воєводства.
Населення — 1037 осіб (2011).

## Демографія
Демографічна структура станом на 31 березня 2011 року:
|          | Загалом | Допрацездатний вік | Працездатний вік | Постпрацездатний вік |
| -------- | ------- | ------------------ | ---------------- | -------------------- |
| Чоловіки | 502     | 99                 | 349              | 54                   |
| Жінки    | 535     | 98                 | 330              | 107                  |
| Разом    | 1037    | 197                | 679              | 161                  |